# 十項全能
十項全能（英語：Decathlon）是由十項不同種類的田徑項目組成。考驗運動員個人速度、體力、技巧、耐力及持久力，充分發揮運動員的體能極限。在奧林匹克運動會中，十項全能是男性競賽項目。
現今的十項全能比賽十個項目進行需時最少兩天，每天進行五個項目。第一天項目主要為速度、爆發力及跳躍技巧類型；而第二天項目則講求技術及耐力、持久力。
2001年8月，國際田徑總會（IAAF）新增女子十項全能項目，因考慮整體場地安排，女子十項的比賽順序稍作調整，將男子十項第一天的第2~4項（跳遠、鉛球、跳高）和第二天的第2~4項（鐵餅、撐杆跳高、標槍）調換。

## 分數機制
由於十項全能中十個項目的計算單位並不相同，例如賽跑是用時間計算，田賽是用長度計算，因此十項全能統一使用分（point）計算比賽成績，每個項目是以獨立公式計算分數（小數部份無條件捨去）。若最後總分相同，則先比較同分選手各項目分數，在較多項目取得較佳分數者獲勝。若仍無法決定勝負，則依序比較最高分項目得分、次高分項目得分、最低分項目得分等。

## 比賽項目
以下項目為男子比賽順序，女子比賽順序為第一日2~4項和第二日2~4項調換。運動員必須順次序完成十個項目，否則視作「未能完成」。
（得分計算公式：T為秒、D為公尺、d為公分）
| 項目                         | 男子得分計算公式     | 女子得分計算公式      |
| ---------------------------- | -------------------- | --------------------- |
| 第一日                       |                      |                       |
| 100米                        | 25.4347×(18−T)1.81   | 17.8570×(21−T)1.81    |
| 跳遠                         | 0.14354×(d-220)1.4   | 0.188807×(d-210)1.41  |
| 鉛球                         | 51.39×(D-1.5)1.05    | 56.0211×(D-1.5)1.05   |
| 跳高                         | 0.8465×(d-75)1.42    | 1.84523×(d-75)1.348   |
| 400米                        | 1.53775×(82-T)1.81   | 1.34285×(91.7-T)1.81  |
| 第二日                       |                      |                       |
| 110米跨欄（女子為100米跨欄） | 5.74352×(28.5-T)1.92 | 9.23076×(26.7-T)1.835 |
| 鐵餅                         | 12.91×(D-4)1.1       | 12.3311×(D-3)1.1      |
| 撐竿跳高                     | 0.2797×(d-100)1.35   | 0.44125×(d-100)1.35   |
| 標槍                         | 10.14×(D-7)1.08      | 15.9803×(D-3.8)1.04   |
| 1500米                       | 0.03768×(480-T)1.85  | 0.03768×(480-T)1.85   |

## 世界紀錄
|      | 紀錄 | 紀錄保持者      | 出生日期   | 地點                   | 紀錄日期   |
| ---- | ---- | --------------- | ---------- | ---------------------- | ---------- |
| 男子 | 9126 | 凯文·马耶尔     | 10/02/1992 | 法国塔朗斯             | 16/09/2018 |
| 女子 | 8358 | 奧斯托·斯庫耶特 | 12/08/1979 | 美國密蘇里州哥倫比亞市 | 15/04/2005 |

## 外部連結
- IAAF 世界紀錄列表 （页面存档备份，存于）
- 香港電台第一：《十項全能》節目 （页面存档备份，存于）

| 前一節目： 波樂無窮 | 香港電台第一台節目 星期六晚7時至8時 | 下一節目： 古今風雲人物 |